# Факультеты общественных наук
Факультеты общественных наук были созданы в университетах РСФСР и других советских республик взамен ликвидированных юридических и историко-филологических факультетов для разработки и распространения идей научного социализма и ознакомления широких масс с переменами в общественно-политическом строе России (см. Октябрьская революция), с целью создания «кадров научно-подготовленных практических работников социалистического строительства».
Юридические факультеты были упразднены постановлением Наркомпроса РСФСР от 23 декабря 1918, а 3 марта 1919 года Наркомпрос принял положение о факультетах общественных наук.
В марте 1921 были упразднены исторические и филологические отделения ФОНов, в составе которых остались экономическое, правовое и общественно-педагогическое отделения.
Преподавание в ФОНах вели по специальным общеобразовательным программам, одинаковым для вузов любого профиля, включавшим разделы по основам марксистского знания («политминимум»). Программа минимума по общественным наукам включала изучение развития общественных форм, исторический материализм, историю пролетарской революции, политический строй РСФСР, организацию производства и распределения в РСФСР. Чуть позже по указанию Ленина в программы ФОНов включили раздел о плане ГОЭЛРО. Профессиональных лекторов не было и курсы читали партработники, назначаемые по разнарядке специальной комиссией Агитпропа.
В 1924 ФОНы были либо закрыты (в Ростовском и Саратовском университетах), либо преобразованы в факультеты права и хозяйства (в Иркутском и Средне-Азиатском университетах), либо влиты в другие факультеты (в ЛГУ, отделения ФОН 1-го МГУ). Сохранился лишь ФОН 1-го МГУ с единственным правовым отделением, в 1925 преобразованный в факультет советского права.